# كالا نيرا
كالا نيرا (Καλά Νερά) هي مدينة في ماغنيسيا في مقاطعة فوريا إلادا في اليونان.
يبلغ عدد سكانها حوالي 902 نسمة.